# Augustin Louis Cauchy
Augustin Louis Cauchy (París, 21 de agosto de 1789-Sceaux, Lion, 23 de mayo de 1857) fue un matemático francés, miembro de la Academia de Ciencias de Francia y profesor en la Escuela politécnica.
Cauchy ha sido uno de los matemáticos más prolíficos de todos los tiempos, solo superado por Leonhard Euler, Paul Erdős y Arthur Cayley con cerca de 800 publicaciones y siete trabajos; su investigación cubre el conjunto de áreas matemáticas de la época. Fue pionero en análisis donde se le debe la introducción de las funciones holomorfas, los criterios de convergencia de series y las series de potencias. Sus trabajos sobre permutaciones fueron precursores de la teoría de grupos, contribuyendo de manera medular a su desarrollo. En óptica se le atribuyen trabajos sobre la propagación de ondas electromagnéticas.

## Biografía

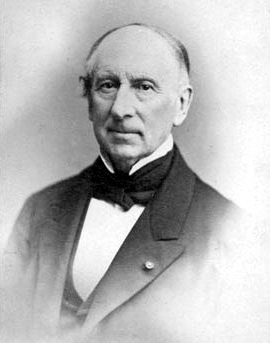
Cauchy hacia 1857

Cauchy empezó a educarse tempranamente con su padre Louis François Cauchy (1760-1848) quien ocupó varios puestos públicos menores y era amigo de Joseph-Louis de Lagrange y Pierre Simon Laplace.
Estudió en la Escuela politécnica de París, donde obtuvo su título en ingeniería civil. Siempre destacó en la escuela como gran alumno. Sufría de una salud delicada. Comenzó a dedicarse a la investigación científica intensiva y a la publicación de varias obras importantes en rápida sucesión. La principal conclusión de este período fue la demostración del teorema del número poligonal de Fermat, al que se habían dedicado sin éxito ilustres matemáticos contemporáneos como Gauss. Fue nombrado profesor de mecánica en la École Polytechnique en 1816. Fue promovido a miembro de la Academia Francesa de las Ciencias en lugar de Gaspard Monge, quien fue expulsado por razones políticas.
En 1830, se vio en la necesidad de seguir siendo fiel al juramento ante el rey Carlos X, por lo que tuvo que abandonar todos sus cargos académicos y marchar al exilio. Desde París, se trasladó a Turín, donde dio clases en la universidad, y luego se trasladó a Praga, a petición de Carlos X, como tutor del Conde de Chambord. Regresó a París en 1838, pero no pudo encontrar un lugar en la Sorbona hasta 1848, cuando fue nombrado profesor de Astronomía.
Murió el 23 de mayo de 1857 en Sceaux, solo, abandonado por su familia y amigos. En su lecho de muerte se arrepentiría de lo que consideraba como su único error en la vida, no haber dedicado más tiempo a la matemática: «No me imagino una vida más plena que una vida dedicada a la matemática», exclamó semanas antes de morir.

## Obra

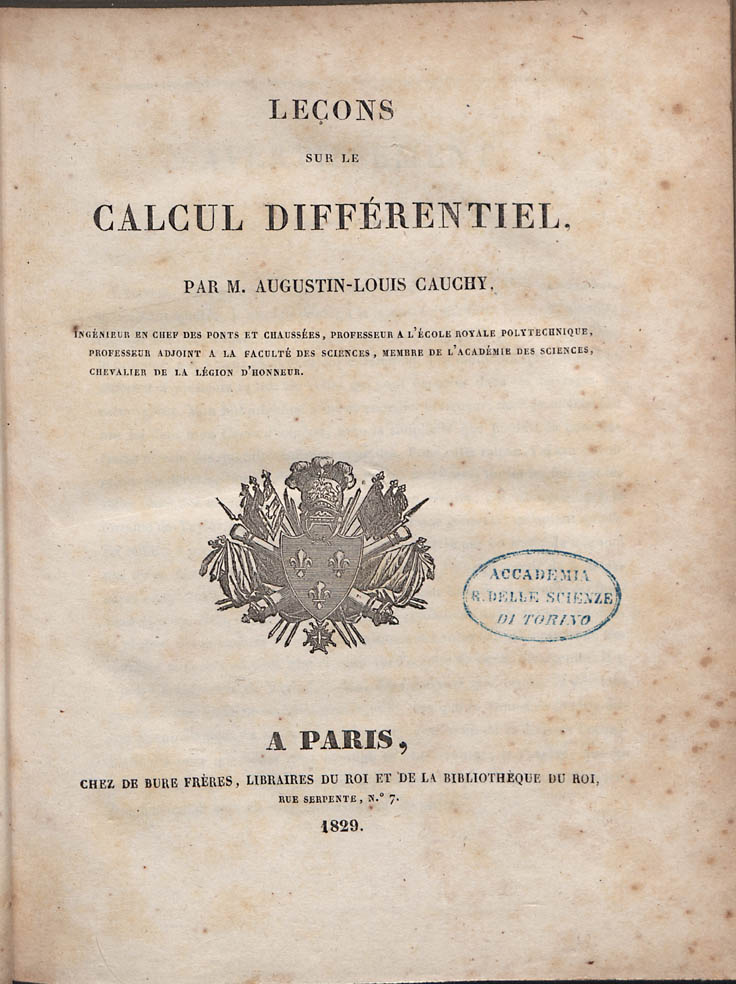
Leçons sur le calcul différentiel, 1829

En 1814 publicó su obra sobre análisis infinitesimal. Cauchy precisa los conceptos de función, de límite y de continuidad en la forma actual o casi actual, tomando el concepto de límite como punto de partida del análisis y eliminando de la idea de función toda referencia a una expresión formal, algebraica o no, para fundarla sobre la noción de correspondencia. Los conceptos aritméticos otorgan ahora rigor a los fundamentos del análisis, hasta entonces apoyados en una intuición geométrica que quedará eliminada, en especial cuando más tarde sufre un rudo golpe al demostrarse que hay funciones continuas sin derivadas, es decir: curvas sin tangente. (Función de Weierstrass)
Cauchy desarrolló por sí solo la teoría de funciones complejas. El primer teorema fundamental demostrado por Cauchy, ahora conocido como Teorema integral de Cauchy, fue el siguiente:
{\displaystyle \oint _{C}f(z)dz=0,}
donde f(z) es una función holomorfa de valor complejo sobre y dentro de la curva cerrada C (contorno) que no se interseca automáticamente y que se encuentra en el plano complejo. La integral de contorno se toma a lo largo del contorno C.
De gran importancia son sus escritos sobre la propagación de ondas, gracias a los cuales obtuvo el Gran Premio del instituto en 1816. Sus mayores contribuciones a las matemáticas están contenidas en los rigurosos métodos que introdujo. Esto se encuentra principalmente en sus tres grandes tratados: Cours d'analyse de l'École Polytechnique (1821); Le Calcul infinitésimal (1823); Leçons sur les application de calculus infinitesimal; La géométrie (1826–1828); y también en sus Cursos de mecánica (para la École Polytechnique), Álgebra superior (para la Faculté des Sciences) y Física matemática (para el Collège de France).
Cauchy escribió numerosos tratados y publicó 789 artículos en revistas científicas. Estos escritos abarcan temas de gran importancia como la teoría de series (en la que desarrolló con gran perspicacia la noción de convergencia), la teoría de números y cantidades complejas, la teoría de grupos y sustituciones, la teoría de funciones, ecuaciones diferenciales y determinantes. Aclaró los principios del cálculo desarrollándolos con la ayuda de límites y continuidad; fue el primero en demostrar rigurosamente el teorema de Taylor. En óptica, desarrolló una teoría de las ondas, que más tarde resultó físicamente insatisfactoria; la fórmula de dispersión simple está asociada a su nombre. En elasticidad inició la teoría de la tensión mecánica, sus resultados tienen prácticamente el mismo valor que los de Simeon Poisson. Otra contribución significativa es la demostración del Teorema del número poligonal de Fermat. Creó el teorema del residuo y lo utilizó para derivar algunas de las fórmulas más interesantes relacionadas con series e integrales. También fue el primero en definir los números complejos como un par de números reales. También descubrió muchas fórmulas básicas en la teoría de series q.
En el campo de la mecánica de medios continuos, describió los fundamentos de un modelo de cuerpo continuo, el continuo de Cauchy, que todavía hoy representa una piedra angular de la ciencia de la construcción. Al desarrollar esta teoría, ideó muchos de sus teoremas analíticos.
Cauchy fue un autor muy prolífico: la colección de todas sus obras, Œuvres complètes d'Augustin Cauchy, requirió 27 volúmenes y varios organismos matemáticos llevan su nombre, por ejemplo la sucesión de Cauchy y numerosos teoremas de análisis. La complejidad de sus actividades lo sitúa entre los más grandes matemáticos.
Aunque generalmente riguroso, Cauchy estaba muy por delante de sus contemporáneos, por lo que uno de sus teoremas fue refutado por un "contraejemplo" de Niels Henrik Abel, que luego fue corregido mediante la inclusión de continuidad uniforme.
En un artículo publicado en 1855, dos años antes de su muerte, Cauchy analizó algunos teoremas, uno de los cuales es similar al tema principal de muchos textos modernos sobre análisis complejo. En los textos modernos de control automático (Teoría del control), el tema principal se utiliza con frecuencia para derivar el criterio de estabilidad de Nyquist, llamado así por Harry Nyquist, que puede usarse para predecir la estabilidad de un amplificador con retroalimentación negativa o un sistema de control genérico con retroalimentación negativa. Por tanto, el trabajo de Cauchy tuvo un fuerte impacto tanto en las matemáticas puras como en la ingeniería aplicada.
Cauchy fue responsable de algunos de los primeros estudios sobre los grupos simétricos y por estos también se le considera uno de los fundadores de la teoría de grupos. También logró importantes resultados en teoría de números. También obtuvo resultados notables en la teoría de errores. En astronomía obtuvo un tratamiento más sencillo del movimiento del asteroide (2) Palas.

### Curso de análisis

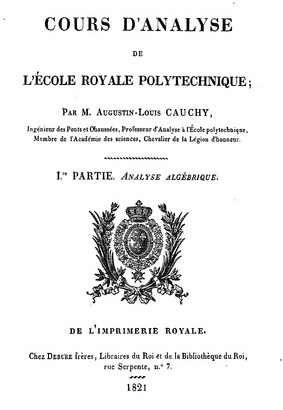
Portada del libro de Cauchy: Curso de Análsis.

En su libro Cours d'Analyse Cauchy destacó la importancia del rigor en el análisis. El rigor en este caso significaba el rechazo del principio de generalidad del álgebra (de autores anteriores como Euler y Lagrange) y su sustitución por la geometría y los infinitesimales. Judith Grabiner escribió que Cauchy fue "el hombre que enseñó un análisis riguroso a toda Europa". Con frecuencia se señala que el libro fue el primer lugar donde se introdujeron en el cálculo las desigualdades y los argumentos {\displaystyle \delta -\epsilon }. Aquí Cauchy definió la continuidad de la siguiente manera: "La función f(x) es continua con respecto a x entre los límites dados si, entre estos límites, un incremento infinitamente pequeño en la variable siempre produce un incremento infinitamente pequeño en la función misma".
A continuación se muestra un ejemplo de la estructura de parte de los cusos de 1821, que ya reflejan gran parte de sus investigaciones. Las contribuciones más importantes de sus tratados se refieren principalmente a sucesiones y series, así como a funciones complejas.
| COURS D’ANALYSE DE L’ECOLE ROYALE POLYTECHNIQUE | CURSO DE ANÁLISIS DE LA ESCUELA REAL POLITÉCNICA |
| Première Partie | Primera parte |
| Analyse algébrique | Análisis Agebraico |
| 1. Des fonctions réelles. | 1. Funciones reales |
| 2. Des quantités infiniment petites ou infiniment grandes, et de la continuité des fonctions. Valeurs singulières des fonctions dans quelques cas particuliers.                                                                                         | 2. De las cantidades infinitamente pequeñas a las infinitamente grandes, y la continuidad de las funciones. Valores singulares de las funciones y algunos casos particulares.                                                                   |
| 3. Des fonctions symétriques et des fonctions alternées. Usage de ces fonctions pour la résolution des équations du premier degré à un nombre quelconque d’inconnues. Des fonctions homogènes.                                                          | 3. Funciones simétricas y funciones alternas. Uso de las funciones para la resolucionV de ecuaciones de primer grado con un número cualquier de incógnitas. Funciones homogéneas.                                                               |
| 4. Détermination des fonctions entières, d’après un certain nombre de valeurs particulières supposées connues. Applications. | 4. Determinacion de las funciones enteras, a partir de un cierto número de valores particualres conocidos. Aplicaciones. |
| 5. Détermination des fonctions continues d’une seule variable propres à vérifier certaines conditions. | 5. Determinación de funciones continuas de una sola variable adecuadas para verificar determinadas condiciones. |
| 6. Des séries (réelles) convergentes et divergentes. Règles sur la convergence des séries. Sommation de quelques séries convergentes. | 6. Series convergentes y divergentes (reales). Reglas sobre la convergencia de series. Suma de algunas series convergentes. |
| 7. Des expressions imaginaires et de leurs modules. | 7. Expresiones imaginarias y sus módulos. |
| 8. Des variables et des fonctions imaginaires. | 8. Variables y funciones imaginarias. |
| 9. Des séries imaginaires convergentes et divergentes. Sommation de quelques séries imaginaires convergentes. Notations employées pour représenter quelques fonctions imaginaires auxquelles on se trouve conduit par la sommation de ces mêmes séries. | 9. Series imaginarias convergentes y divergentes. Suma de algunas series imaginarias convergentes. Las notaciones sirven para representar algunas funciones imaginarias a las que nos vemos conducidos por la sumatoria de estas mismas series. |
| 10. Sur les racines réelles ou imaginaires des équations algébriques dont le premier membre est une fonction rationnelle et entière d’une seule variable. Résolution de quelques équations de cette espèce par l’algèbre ou la trigonométrie.           | 10. Sobre las raíces reales o imaginarias de ecuaciones algebraicas cuyo primer miembro es una función racional y entera de una sola variable. Resolver algunas ecuaciones de este tipo mediante álgebra o trigonometría.                       |
| 11. Décomposition des fractions rationnelles. | 11. Descomposición de fracciones racionales. |
| 12. Des séries récurrentes. | 12. Series recurrentes. |

M. Barany afirma que la École ordenaba la inclusión de métodos infinitesimales en contra del mejor juicio de Cauchy. Gilain señala que cuando la parte del plan de estudios dedicada al análisis algebraico se redujo en 1825, Cauchy insistió en colocar el tema de las funciones continuas (y por lo tanto también de los infinitesimales) al comienzo del Cálculo diferencial. Laugwitz (1989) y Benis-Sinaceur (1973) señalan que Cauchy continuó utilizando infinitesimales en su propia investigación hasta 1853.
Cauchy dio una definición explícita de infinitesimal en términos de una secuencia que tiende a cero. Se ha escrito una gran cantidad de literatura sobre la noción de Cauchy de "cantidades infinitamente pequeñas", argumentando que conducen a todo, desde las definiciones "epsilónicas" habituales hasta las nociones de análisis no estándar. El consenso es que Cauchy omitió o dejó implícitas las ideas importantes para aclarar el significado preciso de las cantidades infinitamente pequeñas que utilizó.

## Política y creencias religiosas
Augustin-Louis Cauchy creció en la casa de un realista acérrimo. Esto hizo que su padre huyera con la familia a Arcueil durante la Revolución Francesa. Su vida allí durante ese tiempo fue aparentemente dura; El padre de Augustin-Louis, Louis François, habló de vivir de arroz, pan y galletas durante el período. Un párrafo de una carta sin fecha de Louis François a su madre en Rouen dice:

Nunca tuvimos más de media libra (230 g) de pan — y a veces ni eso. Esto lo complementamos con un pequeño suministro de galletas duras y arroz que se nos asigna. Por lo demás, nos llevamos bastante bien, que es lo importante y demuestra que el ser humano se las arregla con poco. Debo decirte que para la papilla de mis hijos todavía tengo un poco de harina fina, hecha de trigo que sembré en mi propia tierra. Tenía tres fanegas y también tengo algunas libras de fécula de patata. Es tan blanca como la nieve y muy buena también, especialmente para niños muy pequeños. También se cultivó en mi propia tierra.

 En cualquier caso, heredó el realismo acérrimo de su padre y, por lo tanto, se negó a prestar juramento a ningún gobierno después del derrocamiento de Carlos X.
Era igualmente católico acérrimo y miembro de la Sociedad de San Vicente de Paúl. También tenía vínculos con la Sociedad de Jesús y los defendía  en la Academia cuando era políticamente imprudente hacerlo. Su celo por su fe pudo haberlo llevado a cuidar de Charles Hermite durante su enfermedad y llevar a Hermite a convertirse en un católico fiel. También inspiró a Cauchy a defender a los irlandeses durante la Gran Hambruna de Irlanda.
Su realismo y celo religioso lo hicieron conflictivo, lo que provocó dificultades con sus colegas. Sintió que fue maltratado por sus creencias, pero sus oponentes sintieron que intencionalmente provocaba a la gente al reprenderlos por asuntos religiosos o al defender a los jesuitas después de que habían sido reprimidos. Niels Henrik Abel lo llamó un "católico intolerante" y agregó que estaba "loco y no hay nada que se pueda hacer con él", pero al mismo tiempo lo elogió como matemático. Los puntos de vista de Cauchy eran ampliamente impopulares entre los matemáticos y cuando Guglielmo Libri Carucci dalla Sommaja fue nombrado presidente de matemáticas antes que él, él, y muchos otros, sintieron que sus puntos de vista eran la causa. Cuando Libri fue acusado de robar libros, fue reemplazado por Joseph Liouville en lugar de Cauchy, lo que provocó una ruptura entre Liouville y Cauchy. Otra disputa con connotaciones políticas se refería a Jean-Marie Constant Duhamel y un reclamo sobre choques inelásticos. Más tarde, Jean-Victor Poncelet demostró que Cauchy estaba equivocado.

## Reconocimientos
- 1832: Miembro de la Royal Society
- 1845: Miembro de la Royal Society of Edinburgh
- Es uno de los 72 científicos cuyo nombre figura inscrito en la Torre Eiffel.
- Existe un cráter lunar con su nombre: el cráter Cauchy.[14] A su vez, en asociación con el cráter se localiza una serie de notables accidentes geográficos lunares que comparten su nombre: los domos Cauchy Tau y Omega, la escarpadura Rupes Cauchy y el cañón denominado Rima Cauchy.